# Région de bien-être d'Ostrobotnie du Sud
La région de bien-être d'Ostrobotnie du Sud (en finnois : Etelä-Pohjanmaan hyvinvointialue) est un organisme public indépendant des municipalités et de l'État chargé des services sociaux, de santé et de secours en Ostrobotnie du Sud.
C'est l'une des 23 régions de bien-être de Finlande.

## Municipalités
La région compte 18 municipalités, dont 8 villes.
- Alajärvi
- Alavus
- Evijärvi
- Ilmajoki
- Isojoki
- Isokyrö
- Karijoki
- Kauhajoki
- Kauhava
- Kuortane
- Kurikka
- Lappajärvi
- Lapua
- Seinäjoki
- Soini
- Teuva
- Vimpeli
- Ähtäri

## Services
La responsabilité légale de l'organisation des services sociaux et de santé et de secours passera des municipalités à la région de bien-être d'Ostrobotnie du Sud à partir du 1er janvier 2023.

### Soins de santé
Hormis Reisjärvi, les municipalités de la zone de bien-être d'Ostrobotnie du Nord appartiennent au district hospitalier d'Ostrobotnie du Sud.
L'hôpital de la région est l'hôpital central de Seinäjoki.

### Opérations de secours
En termes d'opérations de secours d'urgence, les municipalités de la région de bien-être d'Ostrobotnie du Sud dépendent siit du service de secours d'Oulu-Koillismaa soit du service de secours Jokilaaksojen pelastuslaitos.

## Politique et administration
Les élections régionales finlandaises de 2022 ont eu lieu le 23 janvier 2022 afin de désigner pour la première fois les 59 conseillers régionaux élus pour 3 ans pour administrer la région de services du bien-être d'Ostrobotnie du Sud.
La répartition des voix et des sièges sont les suivantes :
| Parti                            | Parti                           | Voix   | %    | Sièges |
| -------------------------------- | ------------------------------- | ------ | ---- | ------ |
|                                  | Parti social-démocrate          | 7 718  | 10,0 | 6      |
|                                  | Vrais Finlandais                | 10 624 | 13,7 | 8      |
|                                  | Parti de la coalition nationale | 19 554 | 25,3 | 16     |
|                                  | Parti du centre                 | 28 875 | 37,4 | 23     |
|                                  | Ligue verte                     | 2 018  | 2,6  | 1      |
|                                  | Alliance de gauche              | 2 176  | 2,8  | 1      |
|                                  | Parti populaire suédois         | 448    | 0,3  | 0      |
|                                  | Chrétiens-démocrates            | 4 037  | 5,2  | 3      |
|                                  | Mouvement maintenant            | 381    | 0,5  | 0      |
|                                  | Le pouvoir appartient au peuple | 1 826  | 2,4  | 1      |
| Sources : tulospalvelu.vaalit.fi |                                 |        |      |        |